# Ibas z Edessy
Ibas z Edessy, Ihiba, Hiba (zm. 28 października 457) – biskup Edessy w latach 435–449, teolog posługujący się językiem syryjskim. Autor jednego z Trzech Dzieł, potępionych w 553, już po jego śmierci, przez sobór konstantynopolitański II.

## Biografia
Jako prezbiter w Edessie był kontynuatorem teologii Teodora z Mopsuestii, jego pisma tłumaczył na syryjski i propagował na Wschodzie. Umożliwiała mu to szkoła teologiczna w Edessie, do której przybywała po naukę młodzież z całej Persji. Według pewnych źródeł był nawet kierownikiem tej szkoły. 

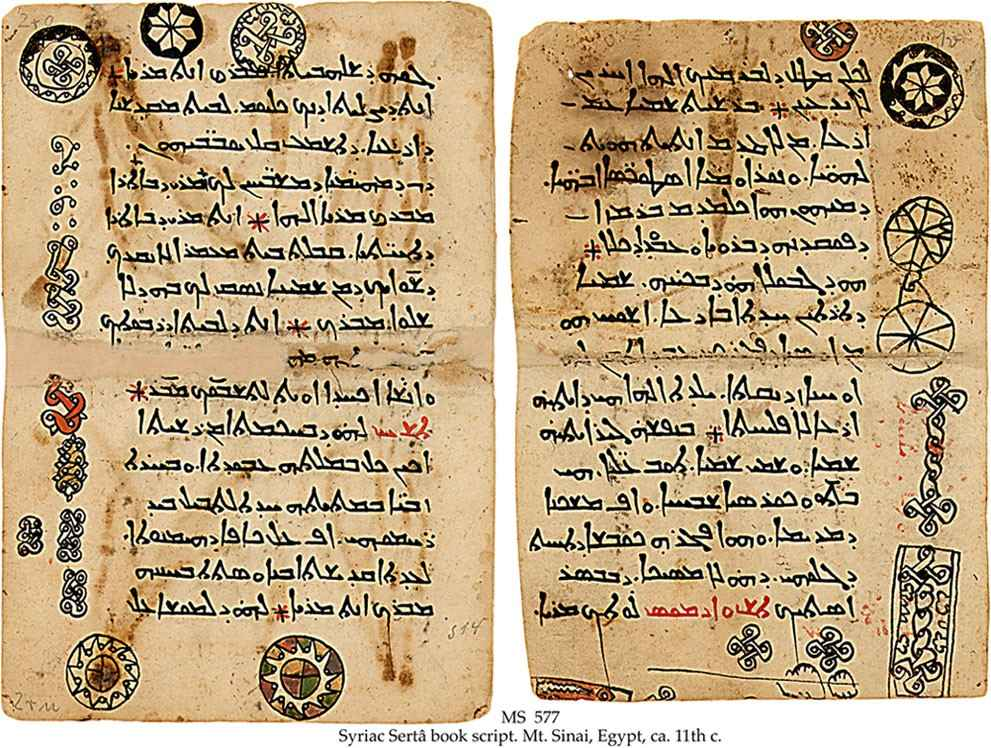
Melchicka księga liturgiczna w j. syryjskim, XI w. Góra Synaj

Nauczanie Ibasa i jego mistrza, biskupa Mopsuestii zostało uznane przez energicznego biskupa Edessy Rabbulasa za nieortodoksyjne. Pisma zostały poddane anatemie i spalone. 
Ibas uczestniczył jako kapłan w soborze efeskim (431 r.). W liście do swego znajomego, Marisa, biskupa Hardaszir w Persji opisał biskupa Aleksandrii Cyryla Aleksandryjskiego i jego nauczanie. W jego 12 anatematyzmach przeciw doktrynie Nestoriusza dostrzegł błędy apolinaryzmu. Zarzucił mu pełne utożsamienie człowieczeństwa i bóstwa w Chrystusie i zaprzeczanie katolickiej doktrynie o dwóch naturach w jednej osobie. Ibas w liście tym ostro skrytykował też Nestoriusza za odmowę przyznania Najświętszej Maryi Pannie tytułu Bogarodzicy (Theotokos). List ten ponad sto lat później został jako jedno z Trzech Dzieł potępiony przez sobór konstantynopolitański II.
Gdy biskup Edessy Rabbulas zmarł w 435 lub 436 roku, Ibas został wybrany jako jego następca. W międzyczasie kilku prezbiterów jego diecezji, zaczęło szeroką zakrojoną i nieprzebierającą w środkach kampanię przeciw swemu biskupowi. Odwołali się najpierw do patriarchy Antiochii Domnusa, a później także do samego patriarchy Konstantynopola Flawiana i cesarza Teodozjusza.
Po wielu burzliwych przesłuchaniach i synodach lokalnych, w 449 r. na tzw. Soborze zbójeckim (sobór efeski II) Ibas został zdjęty z biskupstwa. Jednak zrehabilitowano go dwa lata później na Soborze chalcedońskim (451 r.). 
Kontrowersja między sympatykami ujęć akcentujących dwie natury w Chrystusie, których wypaczeniem był nestorianizm a zwolennikami podejścia Cyrylowego, podkreślającego dominację natury Boskiej w Chrystusie, których z kolei wypaczeniem był monofizytyzm, po soborze chalcedońskim trwała dalej. Sto lat później przybrała ona postać sporu o Trzy Dzieła. Jednym z tych dzieł był list Ibasa pisany na soborze efeskim. List ten został ostatecznie razem z fragmentami pism Teodora z Mopsuestii oraz jego ucznia Teodoreta z Cyru potępiony przez soborze konstantynopolitańskim II w 553.
Po latach, papież Grzegorz I, broniąc autorytetu orzeczeń tego soboru napisał w liście do patriarchów Konstantynopola, Aleksandrii, Antiochii i Jerozolimy, napisał, że na V soborze: 

...odrzucono tzw. list Ibasa, pełny błędów, potępiono Teodora, który rozdzielając osobę pośrednika między Bogiem a ludźmi na dwie subsystencje popadł, jak mu wykazano, w wiarołomną bezbożność, tam także [odrzucono] wydane w szale zapamiętania pisma Teodoreta, potępiające wiarę błogosławionego Cyryla. (Grzegorz I, List do czterech patriarchów wschodu).